# Újpest Bulldogs 2023
Questa voce raccoglie le informazioni riguardanti gli Jászberény Wolverines nelle competizioni ufficiali della stagione 2023.

## Hungarian Football League 2023

### Stagione regolare
| Szombathely 1º aprile 2023, ore 15:00 1ª giornata | Szombathely Crushers | 3 – 28 | Újpest Bulldogs | SZSE pálya |

| Budapest 9 aprile 2023, ore 14:00 2ª giornata | Újpest Bulldogs | 30 – 7 | CFS Guardians | UTE Atlétika |

| Diósd 22 aprile 2023 4ª giornata | Budapest Titans | 12 – 34 | Újpest Bulldogs | Diósdi Sportpálya |

| Budapest 7 maggio 2023, ore 15:00 6ª giornata | Újpest Bulldogs | 34 – 6 | Borsod Bobcats | UTE Atlétika |

| Diósd 21 maggio 2023, ore 15:00 8ª giornata | Újpest Bulldogs | 16 – 35 | Budapest Wolves | Diósdi Sportpálya |

| Tatabánya 3 giugno 2023, ore 15:00 10ª giornata | Tatabánya Mustangs | 31 – 48 | Újpest Bulldogs | Tatabánya Olimpikon utca |

### Playoff
| Budapest 25 giugno 2023, ore 15:00 Semifinale | Újpest Bulldogs | 35 – 28 | Budapest Cowbells | Bánka Kristóf Sportközpont |

| Budapest 15 luglio 2023, ore 17:00 Hungarian Bowl | Budapest Wolves | 49 – 28 | Újpest Bulldogs | Kincsem Park |

## Statistiche di squadra
| Competizione      | %Vittorie | In casa | In casa | In casa | In casa | In casa | In casa | In trasferta | In trasferta | In trasferta | In trasferta | In trasferta | In trasferta | Totale | Totale | Totale | Totale | Totale | Totale |
| Competizione      | %Vittorie | G       | V       | N       | P       | Pf      | Ps      | G            | V            | N            | P            | Pf           | Ps           | G      | V      | N      | P      | Pf     | Ps     |
| ----------------- | --------- | ------- | ------- | ------- | ------- | ------- | ------- | ------------ | ------------ | ------------ | ------------ | ------------ | ------------ | ------ | ------ | ------ | ------ | ------ | ------ |
| Stagione regolare | .833      | 3       | 2       | 0       | 1       | 80      | 48      | 3            | 2            | 0            | 0            | 110          | 46           | 6      | 5      | 0      | 1      | 190    | 94     |
| Playoff           | .500      | 1       | 1       | 0       | 0       | 35      | 28      | 1            | 0            | 0            | 1            | 28           | 49           | 2      | 1      | 0      | 1      | 63     | 77     |
| Totale            | .750      | 4       | 3       | 0       | 1       | 115     | 76      | 4            | 3            | 0            | 1            | 138          | 95           | 8      | 6      | 0      | 2      | 253    | 171    |